# Young M.A
Katorah Marrero (Brooklyn, 3 de abril de 1992), melhor conhecida por seu nome artístico  Young M.A, é uma rapper e empresária estadounidense. A abreviatura em seu nome artístico, "MA" (estilizado sem um ponto após a "A") significa "Eu sempre". Primeiro obteve um amplo reconhecimento com o lançamento do singelo de triplo platino "Ooouuu", rompendo o top 20 de 'Billboard' 'Hot 100, com 150,000 giros de rádio e 300 milhões de views no YouTube em seus videos musicais.
Após o sucesso de seu single debut, Young M.A foi nominada para os prêmios BET e MTV Artista do Ano e Artista Feminina de Hip-Hop do Ano. Ela começou a aparecer nas capas de revista, e em 2016 abriu pára Beyoncé em MetLife Stadium. Em 2017 vendeu [cita requerida] seu gira por América do Norte com o rapper 21 Savage. Tem aparecido em campanhas publicitárias globais para Google Pixel 2,  Beats By Dre e Pandora. Ela tem aparecido numa variedade de programas de televisão, e atuou junto com a Alicia Keys em The  Tonight Show Starring Jimmy Fallon .
Em 2018, Young M.A apareceu na Forbes 30 Under 30, no mesmo ano que lançou a Fundação KWEENZ com sua mãe. Young MA também recebeu uma proclamación da cidade de Nova York.

## Inicio da vida
Young MA nasceu o 3 de abril de 1992 em Brooklyn,  Nova York.  Sua mãe é Jamaiquina, e seu pai é um porto-riquenho. Seu pai foi encarcerado quando ela tinha 1 anos; passou aproximadamente 10 anos depois das grades.